# عبد الكريم العلي
عبد الكريم العلي، من مواليد 25 مارس 1991، هو لاعب كرة قدم قطري يلعب في الظهير الأيسر.

## مسيرة اللاعب
لعب مع نادي الريان ونادي السيلية والنادي العربي.

## المواقع الخارجية
- عبد الكريم العلي على موقع ناشيونال فوتبول تيمز (الإنجليزية)
- عبد الكريم العلي على موقع Soccerway.com (الإنجليزية)
- QSL.com.qa profile[وصلة مكسورة]
- Goalzz.com profile